# Friedrich von Bolanden

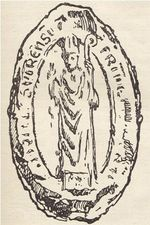
Zeichnung eines Siegels des Bischofs Friedrich von Bolanden

Friedrich von Bolanden (* im 13. Jahrhundert; † Januar 1302) war von 1272 bis 1302 Bischof von Speyer.

## Leben und Wirken
Friedrich von Bolanden stammte aus der Ministerialenfamilie von Bolanden, seine Eltern waren Werner IV. von Bolanden und dessen erste Gattin Kunigunde von Leiningen, eine Schwester des bischöflichen Amtsvorgängers Heinrich von Leiningen.
1276 wurde der Bischof von Ritter Wolfram von Fleckenstein gefangen genommen und auf seiner Burg eingekerkert. König Rudolf von Habsburg belagerte deshalb Burg Fleckenstein und befreite ihn. Während seiner Abwesenheit vertrat ihn in Speyer Domdekan Albert von Mußbach. In dieser bischofslosen Zeit versuchte die Stadt Speyer sich verschiedene Rechte des Bistums anzueignen. Hauptstreitpunkt war das Ungeld. Domdekan Mußbach beschwerte sich deshalb bei Papst Johannes XXI. Noch bevor die päpstliche Entscheidung erging, ermordete man den Kleriker nahe dem Speyerer Dom auf bestialische Weise. Die Mörder wurden nie gefasst. Bischof Friedrich von Bolanden konstatierte, Albert von Mußbach habe sich „wie eine Mauer zum Schutz des Hauses Gottes erhoben und in allem nach Gerechtigkeit geeifert“.
1297 gründete Bischof von Bolanden das Dorf Wiesental bei Waghäusel.
Der Jahresbericht 1903 in den Mitteilungen des Historischen Vereins der Pfalz, Heft XXVI, hält in einem Abschnitt über die im Speyerer Dom archäologisch untersuchten Gräber fest, dass Friedrich von Bolanden einer der wenigen Speyerer Bischöfe war, die nicht im Dom bestattet wurden. Sein Grab befindet sich im Kloster Eußerthal.
Der Trierer Domherr und Archidiakon Heinrich von Bolanden († 1286) war sein Bruder; Anna von Bolanden († 1320); Zisterzienserin im Kloster Kirschgarten (Worms), aus deren Besitz sich ein wertvoller Codex erhalten hat, eine Nichte des Bischofs (Tochter seines Bruders Philipp V. von Bolanden).
Werner von Bolanden († 1324), ein Neffe, amtierte als Domherr in Mainz bzw. Speyer, sowie als Speyerer Stuhlbruderpropst und Propst an St. Viktor vor Mainz.

## Wappen
Das fürstbischöfliche Wappen ist üblicherweise geviert. Die Felder des Wappenschildes führen im Wechsel das Familienwappen derer von Bolanden und das Wappen des Bistums Speyer, ein silbernes Kreuz auf blauem Grund. Das Familienwappen der von Bolanden ist ein rotes Rad mit sechs Speichen auf goldenem Grund.